# Das Haus ohne Tür
Das Haus ohne Tür è un film muto del 1914 diretto da Stellan Rye. Fu uno dei primi film della carriera cinematografica di Paul Biensfeldt, un noto attore teatrale berlinese.

## Produzione
Il film venne girato nei Bioscop-Atelier di Neubabelsberg a Potsdam, prodotto dalla Deutsche Bioscop GmbH (Berlin).

## Distribuzione
In Francia, venne ribattezzato La Maison sans porte.
Non si conoscono copie esistenti del film che si ritiene presumibilmente perduto.